# Gymnoclasiopa plumosa
Gymnoclasiopa plumosa är en tvåvingeart som först beskrevs av Carl Fredrik Fallén 1823.  Gymnoclasiopa plumosa ingår i släktet Gymnoclasiopa, och familjen vattenflugor. Arten är reproducerande i Sverige.